# Bukowina Tatrzańska
Bukowina Tatrzańska je obec v regionu Podhalí, nachází se v Malopolském vojvodství. V letech 1975–1998 patřila k Novosadeckému vojvodství. V obci žije přibližně 3 200 obyvatel.

## Dějiny
První zmínka o obci pochází ze 17. století. Původní název byl Bukowina.
Na základě nařízení ministra vnitra z 18. dubna 1939 došlo ke změně názvu obce na Bukowina Tatrzańska.